# Franciszek Krawczykowski (1906–1952)
Franciszek Krawczykowski, ps. „Kaczynos”, „Adam Adamski”, „Adamczyk” (ur. 29 września 1906 w Przystajni, zm. 2 lipca 1952 w Warszawie) – polski harcerz, nauczyciel, członek ZWZ-AK, podporucznik Narodowych Sił Zbrojnych.

## Życiorys
Urodził się 29 września 1906 w Przystajni. Jego kuzynem był Franciszek Krawczykowski.
Ukończył szkołę w Liskowie i Seminarium Nauczycielskie w Słupcy. Był działaczem harcerskim. W latach 1934–1935 ukończył Szkołę Podchorążych Rezerwy Kawalerii w Grudziądzu[wymaga weryfikacji?]. 15 września 1938 został powołany do służby czynnej i przydzielony do Centrum Wyszkolenia Żandarmerii w Grudziądzu na kurs dla oficerów żandarmerii [wymaga weryfikacji?]. Praktykę odbył w 8 Dywizjonie Żandarmerii [wymaga weryfikacji?]. Przed wybuchem II wojny światowej pracował Łodzi, jako nauczyciel.
Wziął udział w kampanii wrześniowej 1939, jako podporucznik żandarmerii[wymaga weryfikacji?]. Po klęsce zaangażował się w działalność konspiracyjną. Do kwietnia 1940 r. działał na terenie Lwowa, następnie w Warszawie. Od marca 1941 r. pełnił funkcję zastępcy kierownika II Oddziału i pełniącego obowiązki kierownika II Oddziału Komendy ZWZ-AK w Obwodzie Opoczno. Ukończył prawo na tajnych kompletach. W lipcu 1943 r. przeszedł do Komendy Głównej NSZ jako szef II Oddziału, od września 1944 r. do kwietnia 1945 r. był szefem II Oddziału Komendy Okręgu VIII Częstochowa NSZ. Od kwietnia 1945 r. w Poznaniu, gdzie został szefem II Oddziału II Okręgu NSZ.
10 czerwca 1945 r. został aresztowany przez funkcjonariuszy Urzędu Bezpieczeństwa w Poznaniu. Wyrokiem Wojskowego Sądu Okręgu Poznańskiego został skazany na 10 lat więzienia (karę zmniejszono do 5 lat). Karę odbywał w więzieniu we Wronkach. Na mocy amnestii bierutowskiej został zwolniony w 1947 r. W 1949 r. został aresztowany ponownie w Chorzowie. W lipcu 1951 r. został skazany przez Sąd Wojewódzki w Warszawie na karę śmierci. Wyrok wykonano 2 lipca 1952 r. w więzieniu mokotowskim. Grób symboliczny znajduje się na Cmentarzu Wojskowym na Powązkach w Warszawie w Kwaterze „Na Łączce”.